# 메디컬 투데이
메디컬투데이(Medical Today)는 대한민국의 의료신문이다. 대한민국의 IT 기업으로 의료관련 뉴스, 웰빙, 식품, 인물기사 등을 주로 수록한다. 본사는 서울시 동작구 사당동 에 위치하고 있다. 이 회사의 사이트는 독자들의 실시간 의료 건강 상담과 의료 건강 포털 사이트의 역할도 아울러 하고 있다. 기획보다는 단신, 보도자료 등 단발성 기사를 주로 작성한다. 메디컬투데이뿐만 아니라 아임닥터와 같은 의료계 단체와도 협력 관계를 유지하여 의료인을 위한 구인구직 및 의료장비정보도 제공과 같은 서비스를 제공하기도 한다.